# Kútvölgy
Kútvölgy ([ˈkuːtvølɟ]) est un quartier de Budapest situé dans le 12e arrondissement. Niché dans une vallée marnaise de Buda, le quartier s'étend en triangle à partir de Városmajor.